# 西室泰三
西室泰三（日语：／ Nishimura Taizō，1935年12月19日—2017年10月14日）是一位日本企業家，曾任東芝公司會長（董事長）、東京證券交易所董事長及日本郵政代表執行役社長（總經理）等職。

## 生平
- 1935年12月19日 - 出生於山梨縣都留市，日本商界，紡織業商界，在武藏中學高校2年內讀書後，便到慶應義塾大學經濟學部學習。期間曾到不列顛哥倫比亞大學留學。
- 1961年 - 慶應義塾大學經濟學部畢業。同年進入東京芝浦電器股份有限公司（東芝股份有限公司前身）
- 1984年4月 - 電子部品國際事業部長
- 1986年8月 - 半導體營業統括部長
- 1990年4月 - 海外事業推進部長
- 1992年6月 - 東芝美國股份有限公司副董事長
- 1994年6月 - 常務取締役
- 1995年6月 - 專務取締役
- 1996年6月 - 代表取締役　取締役社長[1]
- 2000年6月 - 代表取締役　取締役会長
- 2003年6月 - 取締役会長
- 2005年6月 - 相談役
- 2005年6月 - 東京證券交易所股份有限公司董事長
- 2010年6月 - 東京證券交易所股份有限公司董事長離任
- 2010年11月 - 慶應義塾評議員會議長（任期：4年）
- 2013年6月 - 日本郵政取締役兼代表執行役社長[2][3]
- 2016年4月1日 - 因病請辭日本郵政社長
- 2017年10月14日 - 逝世，享壽81歲。

## 外部連結
- 西室 泰三簡歴 （页面存档备份，存于）（日文）
- 西室 泰三　世界經營者會議（日文）
- 財政構造改革部會議完畢後的西室泰三部會長會晤情況（日文）
- 新潮社資料　2007年3月份　「世界的東證」西室泰三的進步（日文）